# Шампанье (Изер)
Шампанье (фр. Champagnier) — коммуна во Франции, находится в регионе Рона — Альпы. Департамент коммуны — Изер. Входит в состав кантона Пон-де-Кле. Округ коммуны — Гренобль.
Код INSEE коммуны — 38068. Население коммуны на 2012 год составляло 1278 человек. Населённый пункт находится на высоте от 239 до 516 метров над уровнем моря. Муниципалитет расположен на расстоянии около 490 км юго-восточнее Парижа, 95 км юго-восточнее Лиона, 28 км юго-западнее Гренобля. Мэр коммуны — Франсуаза Клото, мандат действует на протяжении 2014—2020 годов.
Динамика населения (INSEE):